# Enneapogon polyphyllus
Enneapogon polyphyllus là một loài thực vật có hoa trong họ Hòa thảo. Loài này được (Domin) N.T.Burb. mô tả khoa học đầu tiên năm 1941.